# Rhaphium slossonae
Rhaphium slossonae är en tvåvingeart som först beskrevs av Johnson 1906.  Rhaphium slossonae ingår i släktet Rhaphium och familjen styltflugor. Inga underarter finns listade i Catalogue of Life.